# قطعنامه ۱۰۳۳ شورای امنیت
قطعنامه ۱۰۳۳ شورای امنیت سازمان ملل متحد که در تاریخ ۱۹ دسامبر ۱۹۹۵ تصویب شد، سندی بین‌المللی دربارهٔ صحرای غربی است. این قطعنامه طی نشست ۳۶۱۰ام با ۱۵ رای موافق، ۰ مخالف و ۰ ممتنع تصویب شد.